# Simon Faber
Simon Faber (født 11. september 1968 i Flensborg) er en dansk-tysk politiker (SSW) med tilhørsforhold til det danske mindretal i Sydslesvig. Han var Flensborgs overborgmester 2011-16 og den første overborgmester fra det danske mindretal siden Jacob Clausen Møller blev indsat som overborgmester af den britiske militærregering i 1945.
Efter bestået studentereksamen fra Duborg-Skolen i Flensborg tog Faber en kandidatuddannelse som musikvidenskabsmand ved Aarhus Universitet (cand.mag. i musik og tysk). Han har bl.a. været chefsekretær ved DR SymfoniOrkestret og virket som sydslesvigsk konsulent i Folketinget. 

## Borgmester
I efteråret 2010 opstillede Faber ved overborgmestervalget i Flensborg for Sydslesvigsk Vælgerforening, og blev i anden valgrunde med 54,8 procent af stemmerne valgt som ny overborgmester. Han tiltrådte posten den 15. januar 2011. Ved overborgmestervalget i juni 2016 tabte han derimod i første runde med 22,8 % mod fælleskandidaten for de tre største tyske partier SPD, CDU og De Grønne, Simone Lange, der fik 51,4 %.
Simon Faber er gift og har to børn.